# Razum
Razum je sposobnost razboritog (logičkog, kritičkog) rasuđivanja. 
U povijesti filozofije odnos između razuma i uma određivalo se različito. Kantu je razum uža spoznajna moć, a um šira i viša, koja u sebi pored osjetilnosti obuhvaća i razum i stvaranje ideja.

## Etimologija
Razum dolazi od latinskog " ratio ", pojama koji je u tadašnjem društvenom govoru imao značenje izračuna ili odnosa. Ciceron je pojam iskoristio da bi preveo višeznačnu grčku riječ logos.
U srednjovjekovnoj skolastici pojam ratio se koristio da bi se preveo grčki pojam dianoia, odnosno onog što se razlikuje od nous-a, pojma koji je preveden na latinski kao intellectus.